# Le Messager d'Athènes (journal)

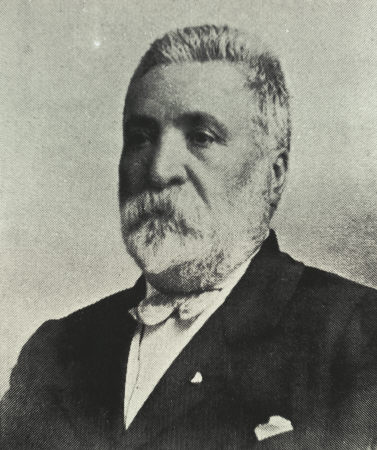
Le journaliste Antoine Zannetakis‑Stephanopoli.

Le Messager d'Athènes est un journal francophone publié à Athènes, en Grèce, entre 1875 et 1961. 
Destiné à un public lettré et bourgeois, il est dirigé par un Français issu de la communauté grecque de Cargèse, en Corse, Antoine Zannetakis‑Stephanopoli, puis par sa fille Jeanne. Journal militant, Le Messager d'Athènes lutte à la fois pour la promotion du français, de la Grande Idée et du vénizélisme.